# René Barande
René Barande, né à Ille (Pyrénées-Orientales) le 27 mars 1892 et mort à Perpignan (Pyrénées-Orientales) le 29 mars 1976, est un graveur sur bois français, créateur d'ex-libris.

## Biographie
René Barande est né à Ille le 27 mars 1892. Il devient instituteur en 1920. Il se consacre à la gravure xylographique après la seconde Guerre mondiale. Il illustre des livres, et collabore en particulier comme illustrateur de 1943 à 1971 à la revue catalane La Tramontane fondée à Perpignan en 1917 par Charles Bauby, une revue française, puis bilingue catalan/français.
Il se spécialise dans la gravure d'ex-libris sous l'influence d'André Herry qu'il a rencontré en 1941,, et travaille pour des bibliophiles du monde entier, comme le lituanien Ferdinandas Bendoraitis pour lequel il réalise deux-ex-libris, l'avocat et écrivain portugais Antero Vieira de Lemos ou l'argentine María Magdalena Otamendi de Olaciregui fondatrice de l'Association argentine des collectionneurs d'ex-libris, pour laquelle il crée trois ex-libris. Il grave des ex-libris en couleur. Il créera au total 175 ex-libris différents ; 85 d'entre eux sont conservés dans la collection d'ex-libris de la Reial Acadèmia de Bones Lletres de Barcelone.
Il meurt à Perpignan le 29 mars 1976. En 2005, sa famille donne sa collection à l'Association française pour la connaissance de l'ex-libris.